# Acacia restiacea
Acacia restiacea är en ärtväxtart som beskrevs av George Bentham. Acacia restiacea ingår i släktet akacior, och familjen ärtväxter. Inga underarter finns listade i Catalogue of Life.